# Четврта димензија (филм из 1965)
„Четврта димензија” је југословенски ТВ филм из 1965. године. Режирао га је Иван Хетрих а сценарио је написао Флавио Тамбелини.

## Улоге
| Глумац             | Улога |
| ------------------ | ----- |
| Вања Драх          |       |
| Илија Џувалековски |       |
| Нева Росић         |       |
| Тонко Лонза        |       |